# Arbanasko
Arbanasko (macedónul: Арбанашко) település Észak-Macedóniában, az Északkeleti körzetben, Sztaro Nagoricsane községben.

## Népesség
| Lakosok száma | 326  | 288  | 263  | 194  | 118  | 76   | 63   | 40   | 31   |
|               | 1948 | 1953 | 1961 | 1971 | 1981 | 1991 | 1994 | 2002 | 2021 |

- 2002-ben 40 lakosa volt, akik közül 38 macedón, 1 szerb és 1 egyéb.